# Orlivske, Vilneansk
Orlivske (în ucraineană Орлівське) este un sat în comuna Dniprovka din raionul Vilneansk, regiunea Zaporijjea, Ucraina.

## Demografie
Componența lingvistică a localității Orlivske
     Ucraineană (77,78%)
     Rusă (22,22%)
Conform recensământului din 2001, majoritatea populației localității Orlivske era vorbitoare de ucraineană (77,78%), existând în minoritate și vorbitori de rusă (22,22%).